# Трипл-Дивайд-Пик
Трипл-Дивайд-Пик (англ. Triple Divide Peak, букв. Пик Трёх Водоразделов) — гора в национальном парке Глейшер, в штате Монтана, США. Является важной гидрологической вершиной: в этой точке встречаются главный водораздел (континентальный водораздел Северной Америки) и водораздел Лаврентийской возвышенности.

## Географические данные
Склоны горы относятся к различным глобальным водосборным бассейнам, поэтому выпадающие на них атмосферные осадки распределяются между тремя океанами. Осадки с западной части Трипл-Дивайд-Пика после нескольких не очень крупных рек попадают в реку Колумбия, которая впадает в Тихий океан. Северо-восточный склон горы питает серию многочисленных рек и озёр Канады, вода из которых в итоге попадает в Гудзонов залив и Северный Ледовитый океан. Воды с юго-восточного склона горы после серии ручьёв и небольших рек попадают в Миссури, затем в Миссисипи, которая впадает в Мексиканский залив — часть Атлантического океана.